# ودع

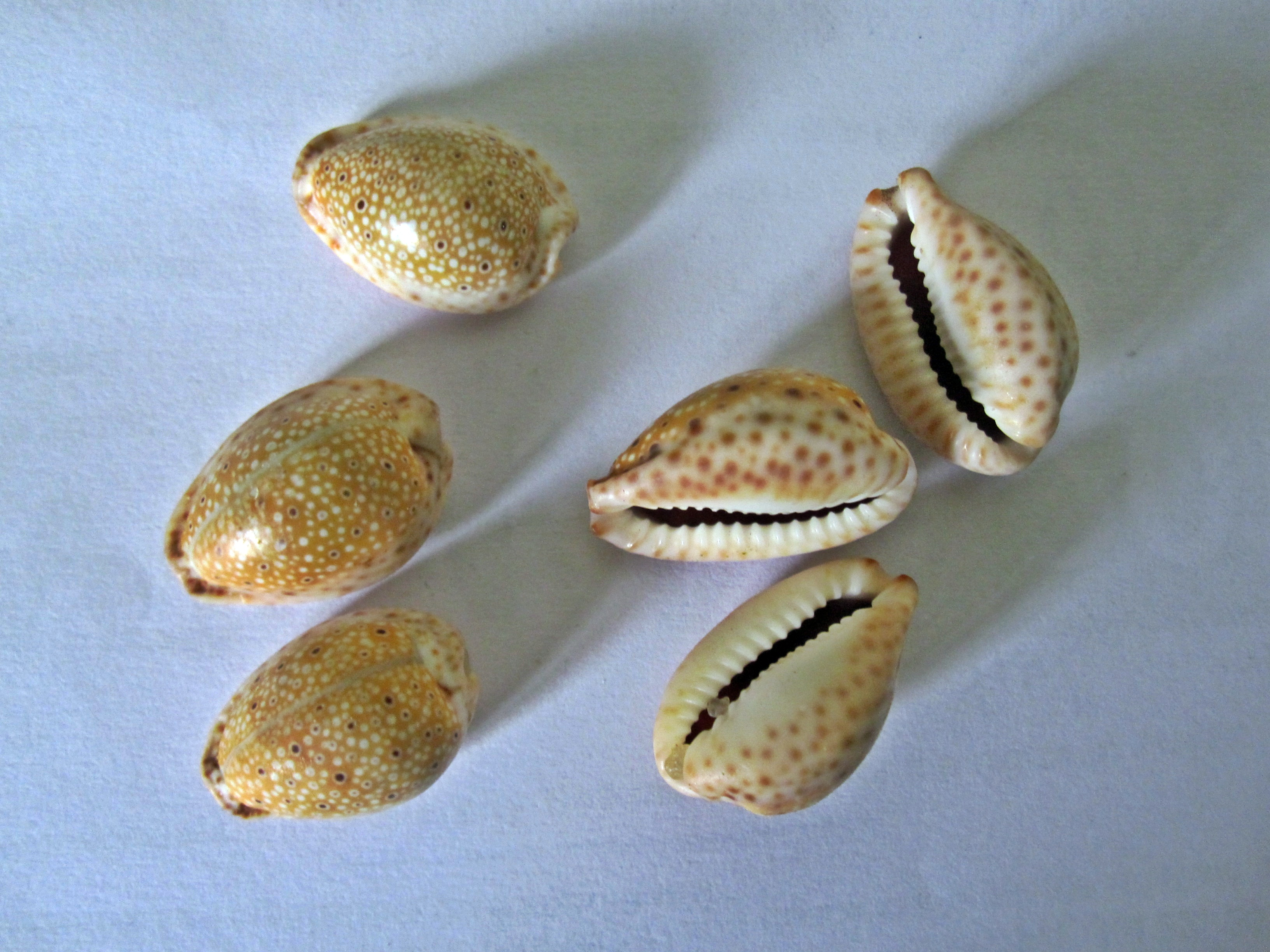
الودع مستخدمٌ كنرد

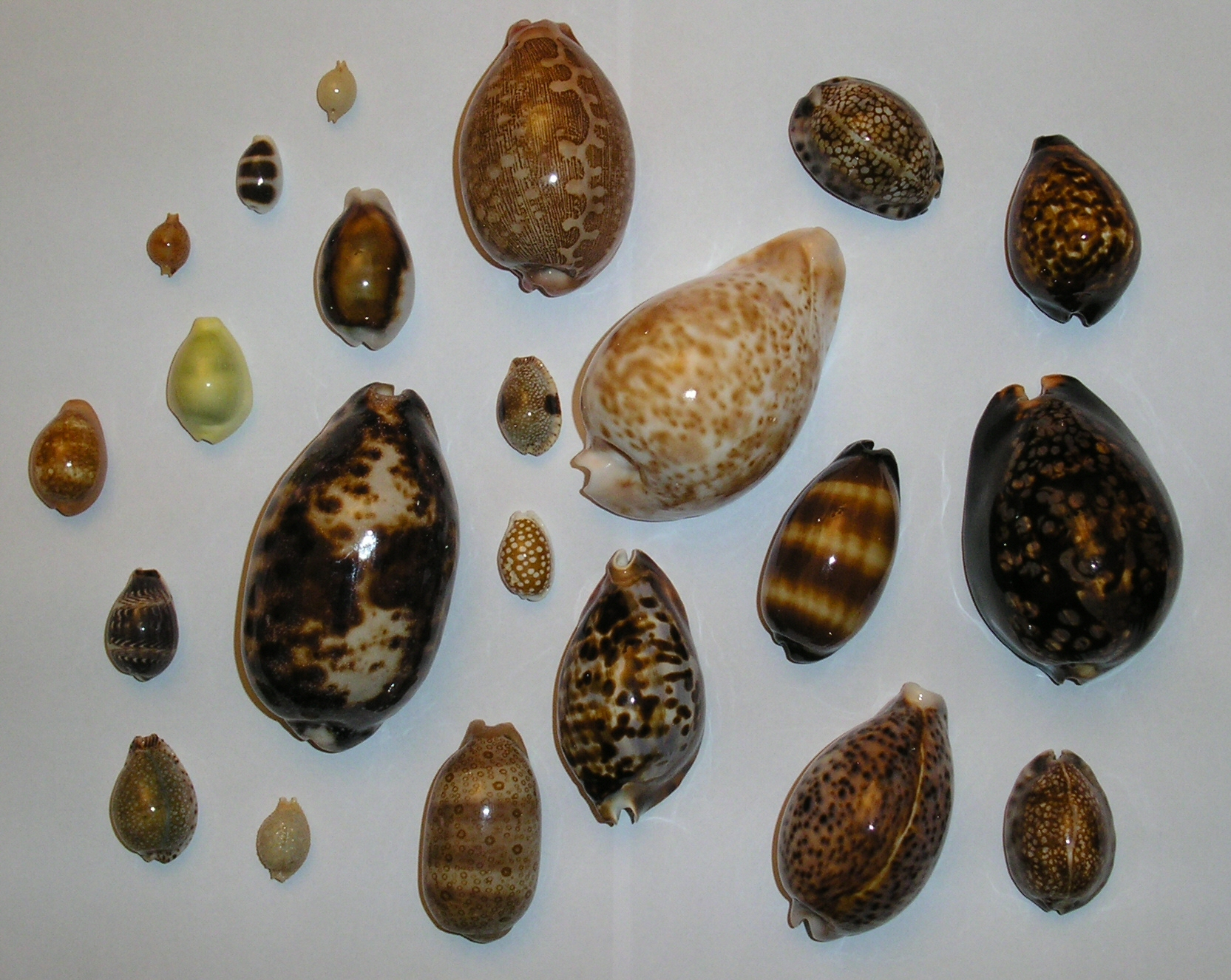
عدة انواع من الودع

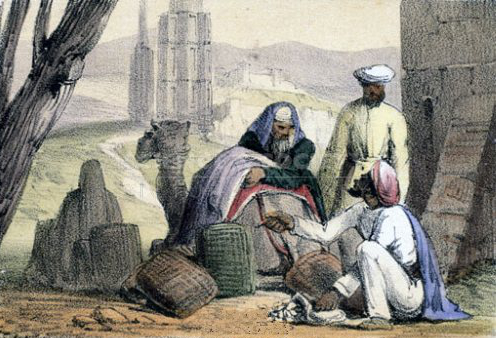
صورة من سنة 1845 تظهر استخدام تاجر عربي للودع كمَالٍ.

المَسْقَلة أو الوَدَع الواحدة وَدَعَة بمعنى (cowry (cypraea : صدف تُزَيّن به الدواب. مصطلح الخزف مشتق من المصطلح الإيطالي القديم لصدفة البقر (بورسيلانا) بسبب مظهرها المماثل. استخدمت أصداف بعض الأنواع تاريخياً كعملة في أجزاء عديدة من العالم، فضلاً عن استخدامها في الماضي والحاضر، على نطاق واسع للغاية في المجوهرات، ولأغراض الديكور.
كانت صدفة الودع الأكثر استخدامًا في جميع أنحاء العالم كعملة مالية. تتواجد بكثرة في المحيط الهندي، وقد تم جمعه في جزر المالديف، في سريلانكا وعلى طول ساحل مالابار الهندي، في بورنيو وجزر الهند الشرقية الأخرى، في مالوكو في المحيط الهادئ، وفي أجزاء مختلفة من الساحل الأفريقي من رأس حافون إلى موزمبيق. كانت أموال صدفة الودع مهمة في شبكات التجارة في إفريقيا وجنوب آسيا وشرق آسيا.
في الولايات المتحدة والمكسيك، تعيش أنواع الودع في المياه الواقعة قبالة وسط كاليفورنيا إلى ولاية باجا كاليفورنيا (الكستناء هي النوع الوحيد من أنواع الودع الأصلية في شرق المحيط الهادئ قبالة سواحل الولايات المتحدة ؛ جنوبًا، قبالة سواحل المكسيك، يمكن العثور على موطن ودع (الغزال الصغير) في أمريكا الوسطى والبيرو ؛ وفي المحيط الهادئ من أمريكا الوسطى، يمكن الوصول إلى موطن عملة الودع في المحيط الهادئ) وكذلك المياه جنوب جنوب شرق الولايات المتحدة.

## أصل التسمية
جاء في المحيط في اللغة للصاحب بن عباد (الــوَدْعُ: مَنَاقِفُ صِغَارٌ تَخْرُجُ من البَحْر. وَوَدْعُ: اسْمٌ من أسماء اليَرْبُوْع. والمُوَادَعَةُ: المُنَاطَقَةُ. والمُصَالَحَةُ أيضاً.)
. ورد في قاموس المحيط لفيروز الآبادي أن سَمّ والجمع سموم كل شيء كالودع يخرج من البحر.
تأتي كلمة cowrie الكَوْري من اللغة الهندية कौडि (kaudi)، من التاميلية கவடி ("kavadi")، والتي تعود أصولها إلى اللغة السنسكريتية कपर्द (kaparda).

## وصف الصدفة
قشور الودع عادة ما تكون ناعمة ولامعة وشكلها بيضوي أكثر أو أقل. يُطلق على الجانب المستدير من الصدفة الوجه الظهري، بينما يُطلق على الجانب السفلي المسطح الوجه البطني، والذي يُظهر فتحة طويلة وضيقة تشبه الشق (الفتحة)، والتي غالبًا ما تكون مسننة عند الحواف. الطرف الأضيق لصدفة الودع على شكل بيضة هو الطرف الأمامي، والنهاية الأوسع للصدفة تسمى النهاية الخلفية. مستدقة الصدفة غير مرئية في القشرة البالغة لمعظم الأنواع، ولكنها مرئية في اليافعين التي لها شكل مختلف عن البالغين.
تتمتع جميع أنواع الودع تقريبًا ببريق يشبه الخزف، مع بعض الاستثناءات مثل الودع المحبب في هاواي، (Nucleolaria granulata). العديد من الأنماط الملونة. تتراوح الأطوال من 5 مم لبعض الأنواع حتى 19 سم لودع الغزلان الأطلنطي، (Macrocypraea cervus).

## استخدام الإنسان

### الاستخدام النقدي
أصداف الودع، وخاصة (Monetaria moneta)، استخدمت لعدة قرون كعملة من قبل الأفارقة الأصليين. أرجع برتراند راسل في كتابه «الزواج والأخلاق» استخدام أصداف الودع كعملة في مصر القديمة إلى التشابه بين شكل الصدفة وشكل الأعضاء التناسلية الأنثوية. بعد القرن الخامس عشر الميلادي، أصبح استخدام الصدفة كعملة أكثر شيوعًا. قدمت الدول الغربية، بشكل رئيسي من خلال تجارة الرقيق، أعدادًا ضخمة من الودع المالديفي في إفريقيا. تم تسمية السيدي الغاني على اسم صدف الودع. منذ أكثر من ثلاثة آلاف عام، تم استخدام أصداف الودع أو نسخ من الأصداف كعملة صينية. كما تم استخدامها كوسيلة للتبادل في الهند.
نشأت الشخصية الصينية الكلاسيكية للمال (貝) كرسم بأسلوب معين لصدفة الودع المالديفية. الكلمات والشخصيات المتعلقة بالمال أو الممتلكات أو الثروة عادة ما يكون لها هذا على أنها جذرية. قبل فترة الربيع والخريف، تم استخدام الودع كنوع من التجارة الذي يمنح حق الوصول إلى موارد اللورد الإقطاعي إلى تابع جدير.

### الاستخدام في الطقوس
يستخدم سكان أوجيبوا الأصليون في أمريكا الشمالية أصداف الودع التي تسمى أصداف ميغيس المقدسة أو الأصداف البيضاء في احتفالات ميديووين، وسُمي متنزه مقاطعة وايتشل في مانيتوبا بكندا بهذا النوع من الأصداف. هناك بعض الجدل حول كيفية تداول أوجيبوا لهذه الأصداف أو العثور عليها حتى الآن في الداخل وحتى أقصى الشمال، بعيدًا جدًا عن الموطن الطبيعي. يبدو أن القصص الشفوية ولفائف لحاء البتولا تشير إلى أن الأصداف وجدت في الأرض، أو جرفتها المياه على شواطئ البحيرات أو الأنهار. يمكن أن يشير العثور على صدف الودع حتى الآن في الداخل إلى الاستخدام السابق لها من قبل قبيلة أو مجموعة سابقة في المنطقة، والذين ربما حصلوا عليها من خلال شبكة تجارية واسعة في الماضي القديم.
في البرازيل، نتيجة لتجارة الرقيق عبر المحيط الأطلسي من إفريقيا، تُستخدم أصداف الودع (تسمى búzios) أيضًا للتشاور مع آلهة أوريكساس والاستماع إلى ردودهم.
كانت أصداف الودع من بين الأجهزة المستخدمة للعرافة من قبل المنجمين كانيار بانيكر في ولاية كيرالا، الهند.
في أجزاء معينة من إفريقيا، كانت الودع بمثابة سحر ثمين، وقيل إنها مرتبطة بالخصوبة والمتعة الجنسية والحظ الجيد.

### المجوهرات
تُلبس أصداف الودع أيضًا كمجوهرات أو تستخدم كزينة أو سحر. في ثقافة ميندي، يُنظر إلى أصداف الودع كرموز للأنوثة والخصوبة والولادة والثروة. من المفترض، أن الجانب السفلي منه يمثل الفرج أو العين وفقاً لكلام مؤلف إنثوغرافي حديث.
في جزر فيجي، تم حفر صدفة من (cypraea aurantium) الذهبية أو البوليكولا، ويرتديها الزعماء على خيط حول الرقبة كعلامة على الرتبة. تستخدم نساء توفالو الودع وأصداف أخرى في الحرف اليدوية التقليدية.

### الألعاب والمقامرة
تستخدم أصداف الودع أحيانًا بطريقة مشابهة للنرد، على سبيل المثال، في ألعاب الطاولة مثل (Pachisi) أو(Ashta Chamma) أو في العرافة (راجع Ifá والعادات السنوية لداهومي بنين). تم رمي عدد من الأصداف (6 أو 7 في باتشيسي)، حيث تشير الفتحة التي تهبط لأعلى إلى العدد الفعلي الذي تم تدحرجه.
في النيبال، تُستخدم الودع في لعبة قمار، حيث يتم إلقاء 16 قطعة من الودع بواسطة أربعة مراهنين مختلفين (ومراهنون ثانويون تحتها). تُلعب هذه اللعبة عادة في المنازل وفي الأماكن العامة خلال مهرجان تيهار أو ديباوالي الهندوسي. في نفس المهرجان، تُعبد هذه الأصداف أيضًا كرمز للإلهة لاكشمي والثروة.

### أشياء أخرى
اصداف الودع الكبيرة مثل تلك الموجودة في (Cypraea tigris) تم استخدامها في أوروبا في الماضي القريب كبيضة مرتخية تم شد كعب الجوارب فوقها. يسمح السطح الأملس للودع بوضع الإبرة تحت القماش بسهولة أكبر.
في الأربعينيات والخمسينيات من القرن الماضي، تم استخدام أصداف الودع الصغيرة كوسيلة تعليمية مساعدة في مدارس الأطفال مثل العد والجمع والطرح.